# Istiden (datorspel)
Istiden är ett svenskt äventyrsspel från 2002 som skapades av Jenny Brusk och Sofia Wegraeus. Spelet bygger på TV-serien Världens minsta lillasyster och förekommer dessutom i serien.
Spelet utgavs 2002 på CD av Pan Vision och har även utgetts 2003 i serien Bara bra barnspel.

## Handling
På hösten en dag bestämmer sig Litea att åka ut på sjön med sina småsyskon. Litea tappar dock åran i sjön och båten driver till den farliga delen av sjön där Egon sägs ha försvunnit med sina föräldrar och dragits ner i isfallet en gång för länge sedan.

## Spelupplägg
Huvudmomentet i spelet är att man ska samla ihop delar till en båt som gått sönder, vilket görs genom sex olika delspel. Spelaren ska samtidigt hålla liv i en brasa och se till att man har tillräckligt med mat.

## Rollista
- Sofia Ledarp – Litea
- Per Söderblom – Egon
- Therese Tell – Nanna
- Annie Wegraeus – Tälja och Tälje
- Mattias Tell – Lille Frost

## Mottagande
Malena Henriksson i Sydsvenska Dagbladet uppskattade grafiken och ljudets miljöbyggande men konstaterade att spelet var snabbt avklarat, vilket gav betyget 3 av 5 postryttare. Kerstin Eikeland i Göteborgs-Posten ansåg att spelet hade en "ovanligt god ramberättelse" men att det var svårstyrt för en femåring (givet åldersrekommendationen 5-8 år), vilket gav 2 av 5 fyrar i betyg. Petter Moge för RecLandet.nu och Östgöta Correspondenten gav spelet betyget 5 av 6. Nya Dagen gav betyget 3 av 5.